# Anatolij Fomics Szassz
Anatolij Fomics Szassz (Moszkva, 1935. december 22. – 2023. augusztus 31.) olimpiai bajnok szovjet-orosz evezős.

## Pályafutása
Az 1964-es tokiói olimpián kormányos nélküli négyesben a hetedik helyen végzett társaival. Az 1965-ös duisburgi Európa-bajnokságon ezüstérmet szerzett egypárevezősben. Az 1968-as mexikóvárosi olimpián aranyérmes lett Alekszandr Tyimosinyinnal kétpárevezősben.

## Sikerei, díjai
- Olimpiai játékok – kétpárevezős
  - aranyérmes: 1968, Mexikóváros
- Európa-bajnokság – egypárevezős
  - ezüstérmes: 1965, Duisburg